# Kim Perrot Sportsmanship Award
Der Kim Perrot Sportsmanship Award ist eine Auszeichnung, die in der Women’s National Basketball Association jährlich an die Spielerin vergeben wird, die das beste sportliche Verhalten während der gesamten Saison aufweisen konnte. Früher war die Auszeichnung auch als WNBA Sportsmanship Award bekannt, wurde aber später nach der Houston Comets Spielerin Kim Perrot, die 1999 an den Folgen von Lungenkrebs starb, benannt.   

## Kim Perrot Sportsmanship Award
| Saison | Spielerin                   | Mannschaft                             |
| ------ | --------------------------- | -------------------------------------- |
| 1997   | Zheng Haixia                | Los Angeles Sparks                     |
| 1998   | Suzie McConnell-Serio       | Cleveland Rockers                      |
| 1999   | Dawn Staley                 | Charlotte Sting                        |
| 2000   | Suzie McConnell-Serio2      | Cleveland Rockers                      |
| 2001   | Sue Wicks                   | New York Liberty                       |
| 2002   | Jennifer Gillom             | Phoenix Mercury                        |
| 2003   | Edna Campbell               | Sacramento Monarchs                    |
| 2004   | Teresa Edwards              | Minnesota Lynx                         |
| 2005   | Taj McWilliams-Franklin     | Connecticut Sun                        |
| 2006   | Dawn Staley2                | Houston Comets                         |
| 2007   | Tully Bevilaqua             | Indiana Fever                          |
| 2008   | Vickie Johnson              | San Antonio Silver Stars               |
| 2009   | Kara Lawson                 | Sacramento Monarchs                    |
| 2010   | Tamika Catchings            | Indiana Fever                          |
| 2011   | Sue Bird Ruth Riley         | Seattle Storm San Antonio Silver Stars |
| 2012   | Kara Lawson2                | Connecticut Sun                        |
| 2013   | Swin Cash Tamika Catchings2 | Chicago Sky Indiana Fever              |
| 2014   | Becky Hammon                | San Antonio Stars                      |
| 2015   | DeLisha Milton-Jones        | Atlanta Dream                          |
| 2016   | Tamika Catchings3           | Indiana Fever                          |
| 2017   | Sue Bird2                   | Seattle Storm                          |
| 2018   | Sue Bird3                   | Seattle Storm                          |
| 2019   | Nneka Ogwumike              | Los Angeles Sparks                     |
| 2020   | Nneka Ogwumike2             | Los Angeles Sparks                     |
| 2021   | Nneka Ogwumike3             | Los Angeles Sparks                     |
| 2022   | Sylvia Fowles               | Minnesota Lynx                         |
| 2023   | Elizabeth Williams          | Chicago Sky                            |
| 2024   | Dearica Hamby               | Los Angeles Sparks                     |